# Fluture
Fluturele este o insectă din ordinul Lepidoptera. În funcție de context, mai ales în limbajul popular, conceptul de fluture include uneori și moliile. Ca și toate Lepidopterele, fluturii sunt de remarcat pentru ciclul lor de viață neobișnuit, cu un stadiu larvar de omidă, un stadiu inactiv de pupă și o metamorfoză spectaculoasă într-o formă familiară de adult cu aripi colorate. Deoarece cele mai multe specii zboară ziua, atrag de regulă atenția. Diversele modele formate pe aripile colorate și zborul lor extravagant și grațios au făcut ca observarea fluturilor să devină un hobby popular.
Fluturii se clasifică în fluturi adevărați (superfamilia Papilionoidea), fluturi hesperiide (superfamilia Hesperioidea, engleză skipper), și fluturi-molii (superfamilia Hedyloidea).

## Origine și distribuție
Fluturii aparțin arborelui evoluționist al moliilor. Originea lor a fost stabilită în perioada cretacică, care s-a încheiat în urmă cu 65 de milioane de ani. Din păcate, există o arhivă foarte limitată de fosile. Cea mai veche fosilă este a unui posibil fluture skipper, nedenumit, din perioada paleocenului superior (cu circa 57 de milioane de ani în urmă), din Fur, Danemarca . Unul dintre cele mai frumos conservate exemplare este un Riodininae (Voltinia dramba) din urmă cu 25 de milioane de ani, găsit într-un chihlimbar din Republica Dominicană.
Fluturii sunt distribuiți în prezent în toată lumea, cu excepția regiunilor foarte calde și aride. A fost estimat un număr de 17,500 de specii de fluturi (Papilionoidea) dintr-un număr de 180,000 de specii de Lepidoptera.

## Clasificare
În prezent, majoritatea experților includ suprafamiliile Hedyloidea (moliile-fluture americane), Hesperioidea (the skippers) și Papilionoidea (așa-numiții fluturi adevărați). Acest concept de fluturi care include Hedyloidea este unul dezvoltat recent care face ca grupul Rhopalocera să fie o cladă naturală.

### Familii de fluturi
Cele cinci familii de fluturi adevărați, recunoscuți de obicei în superfamilia Papilionoidea sunt:
- Familia Papilionidae
- Familia Pieridae

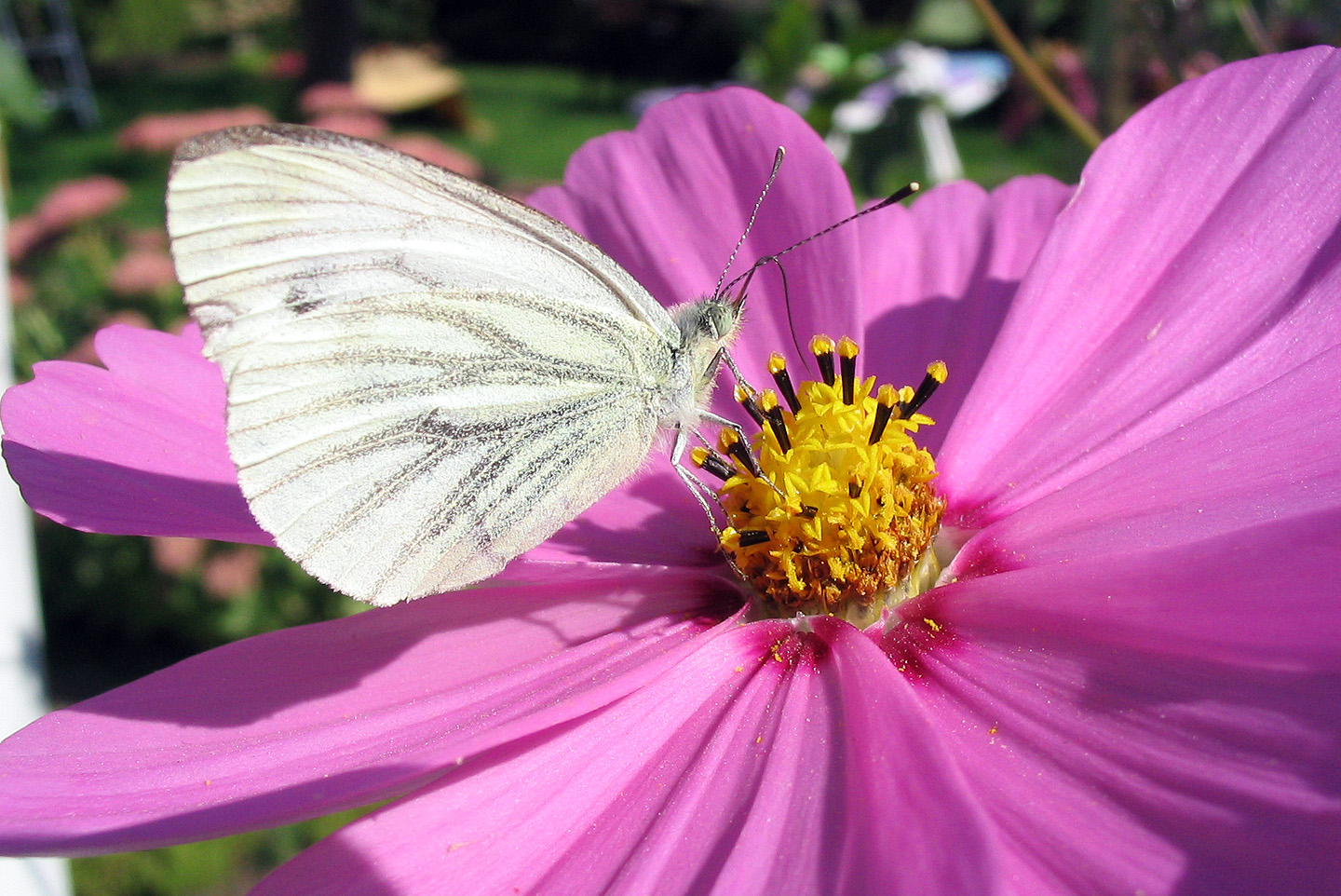
Green-veined White, Pieris napi.
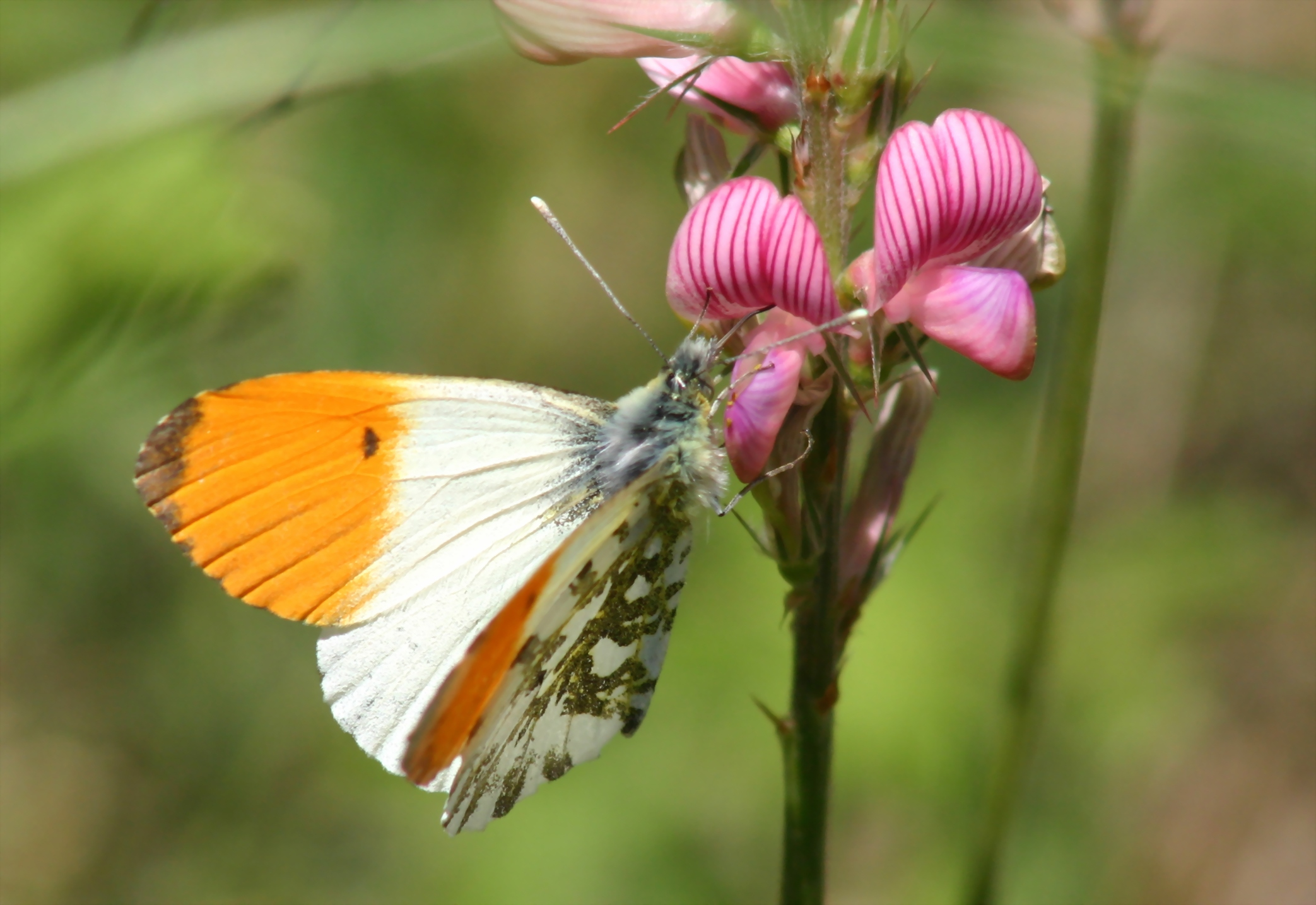
The Orange Tip, Anthocharis cardamines.
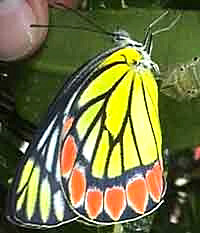
Common Jezebel, Delias eucharis.
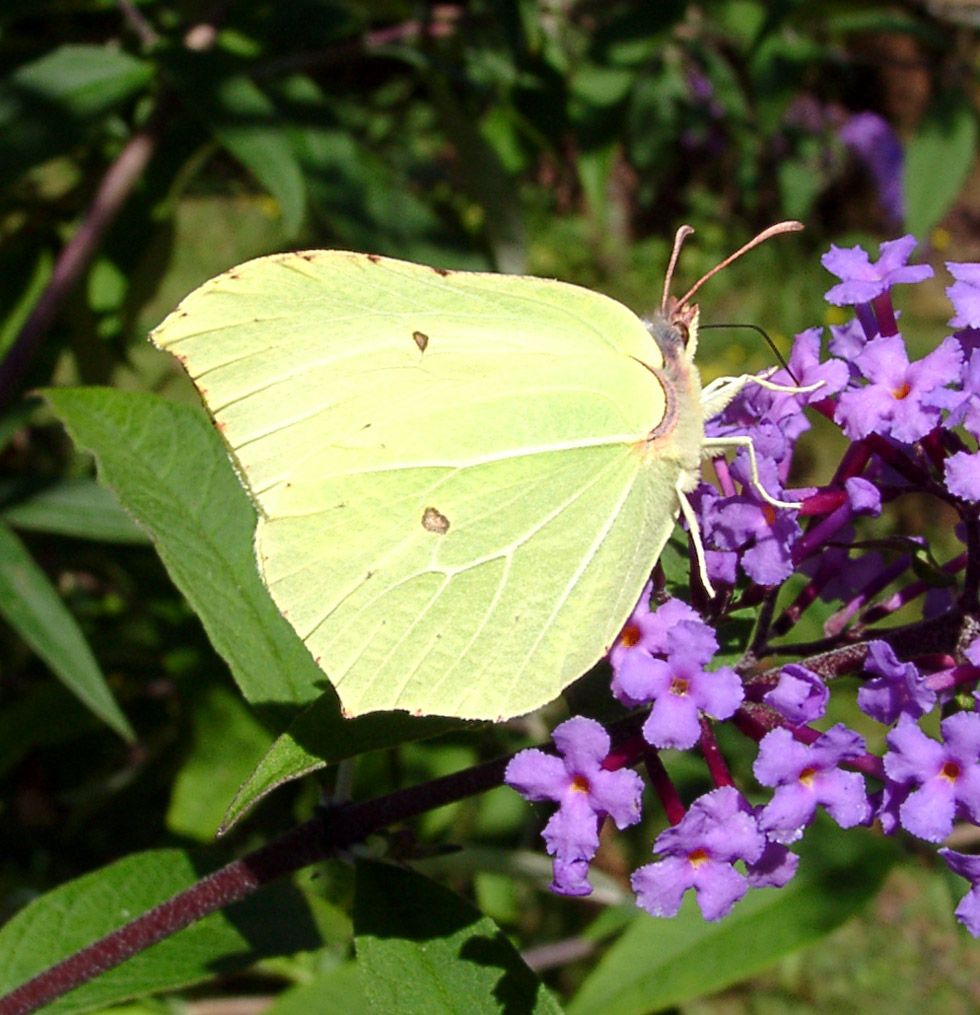
Common Brimstone, Gonepteryx rhamni.
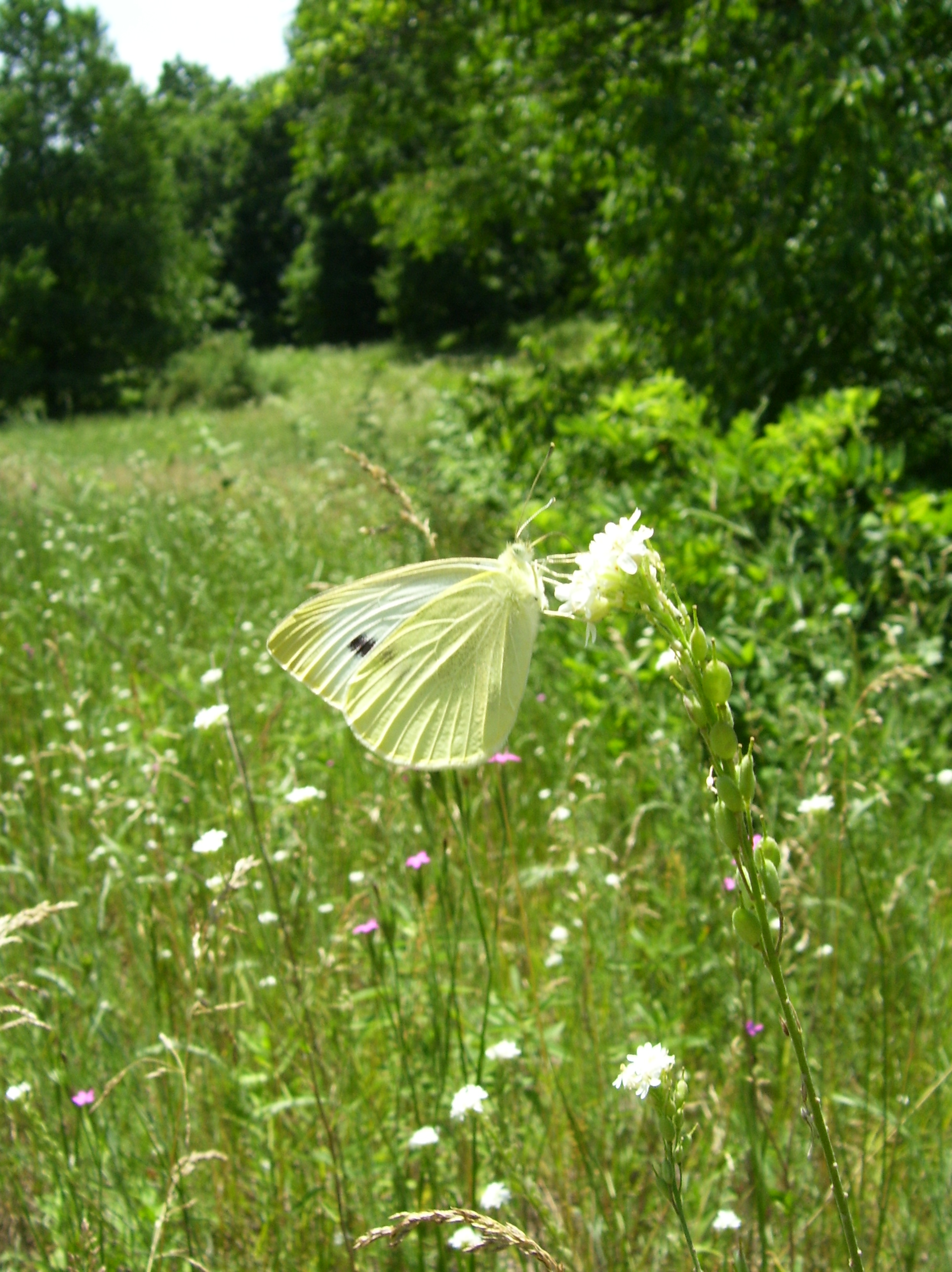
Cabbage White Pieris rapae

- Familia Lycaenidae
- Familia Riodinidae
- Familia Nymphalidae

## Galerie foto

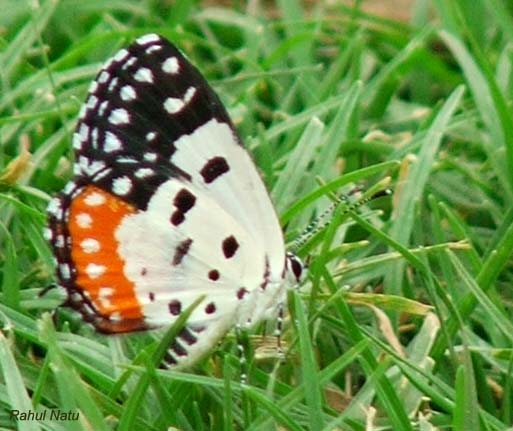
Red Pierrot, Talicada nyseus.
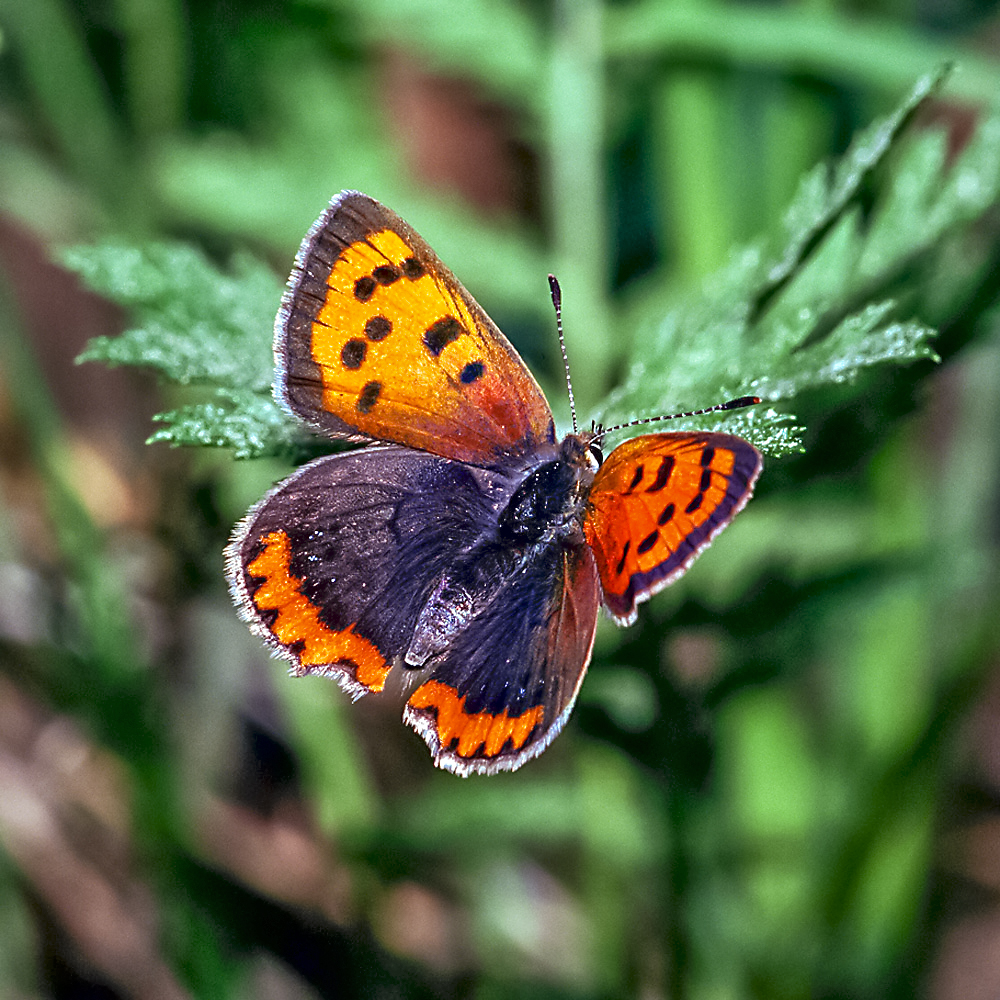
Small Copper, Lycaena phlaeas.
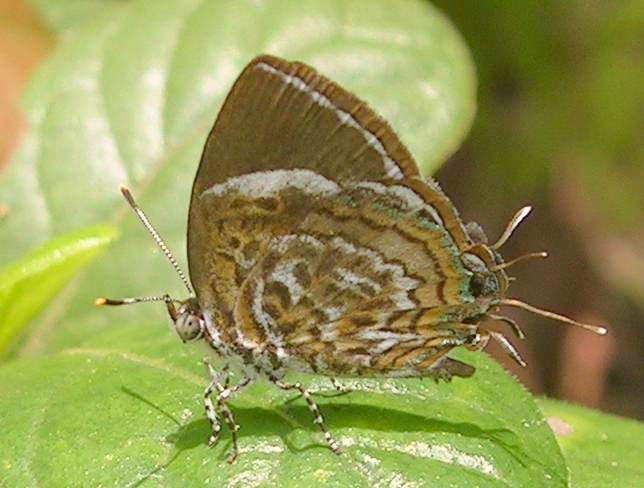
Monkey Puzzle, Rathinda amor.
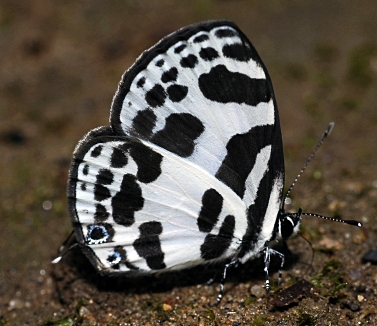
Banded Blue Pierrot, Discolampa ethion.

Familia Papilionidae

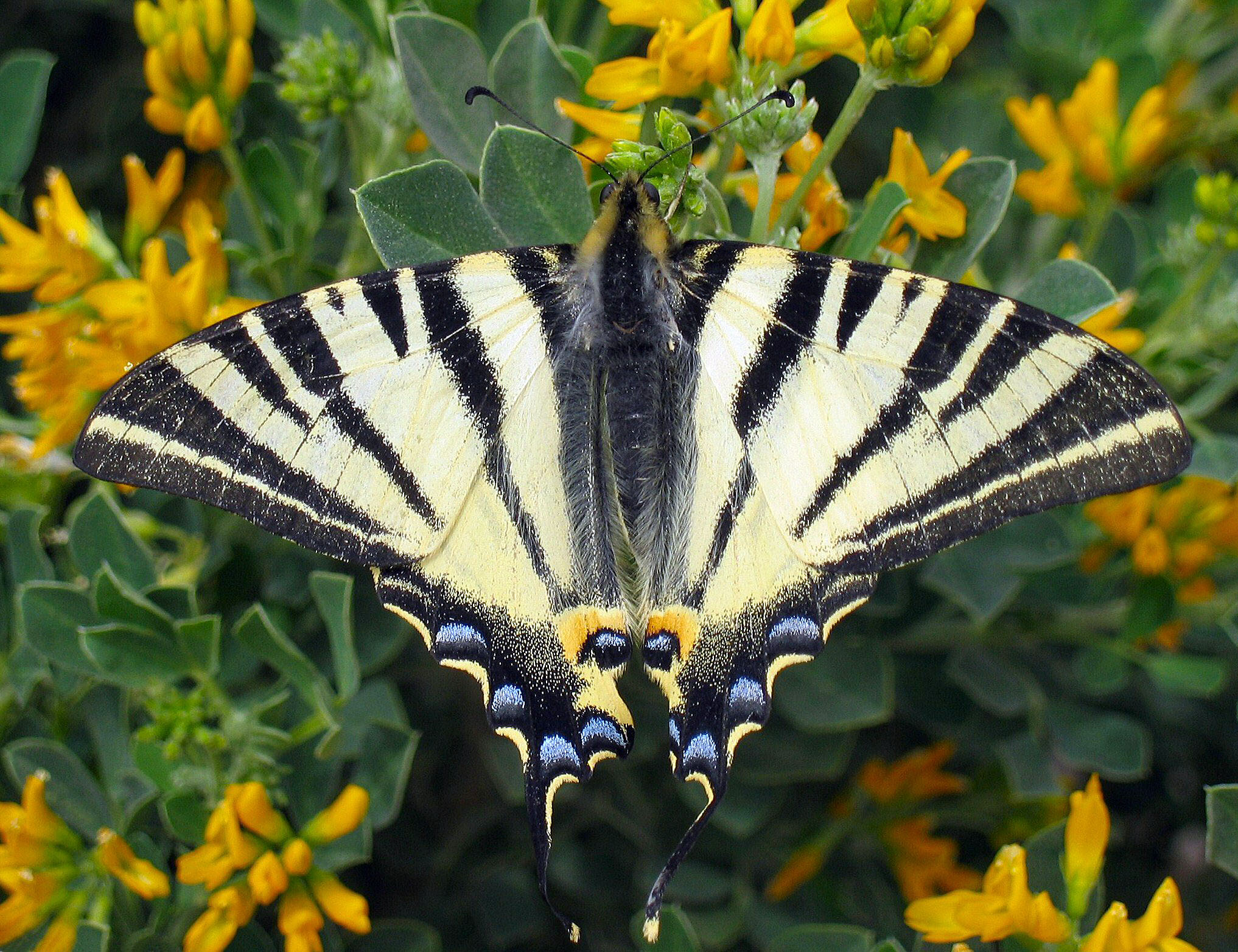
Coada rândunicii, Iphiclides podalirius.
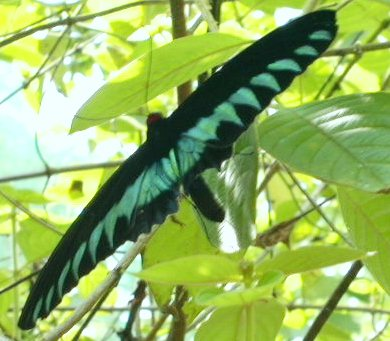
Palawan Birdwing, Troides trojana.
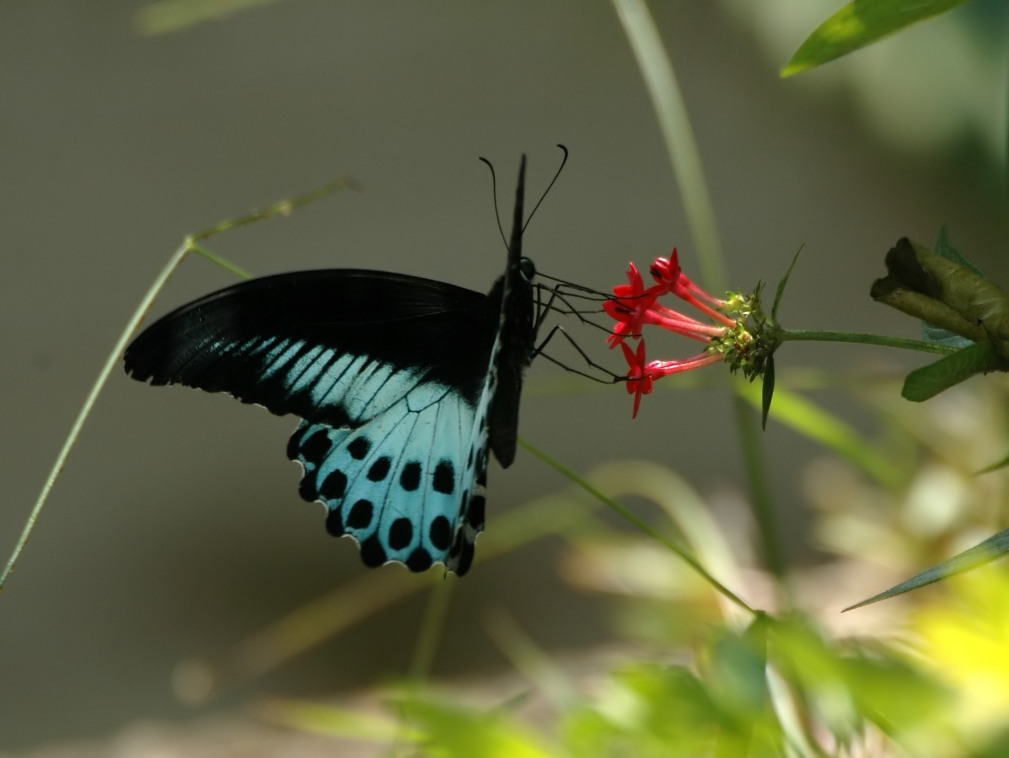
Blue Mormon, Papilio polymnestor.
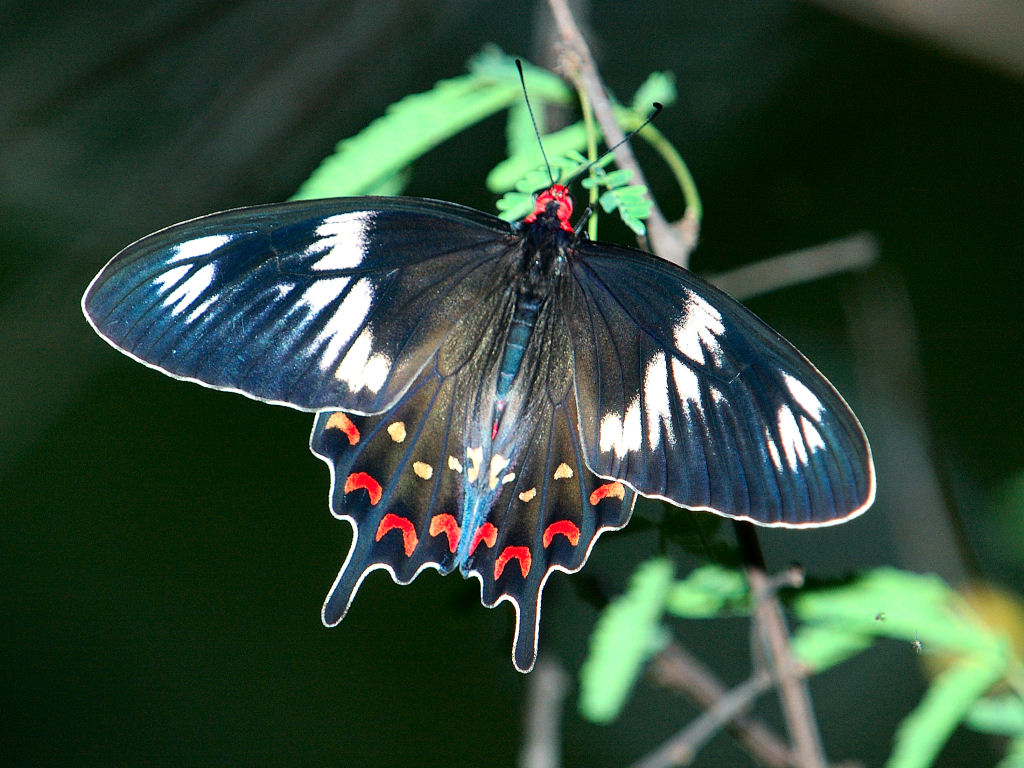
Crimson Rose, Pachliopta hector.
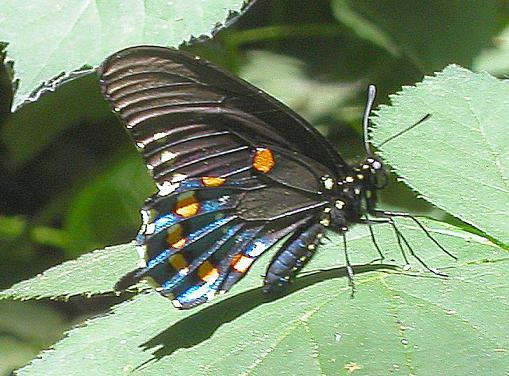
Pipevine Swallowtail, Battus philenor.
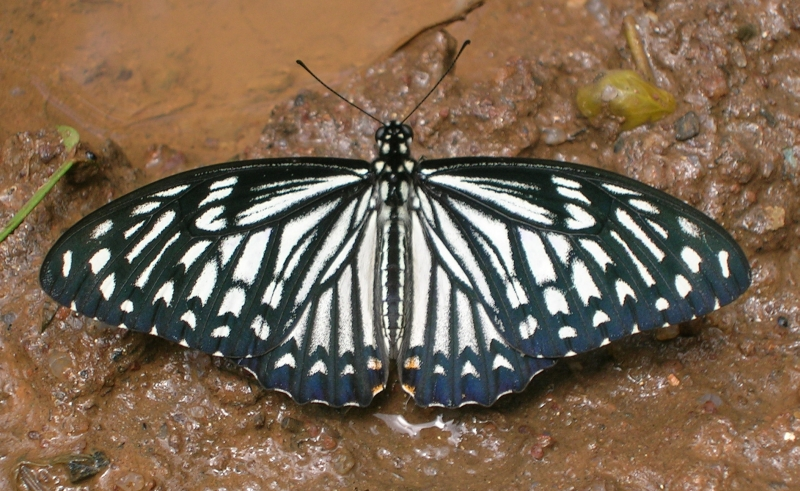
Common Mime, Chilasa clytia.
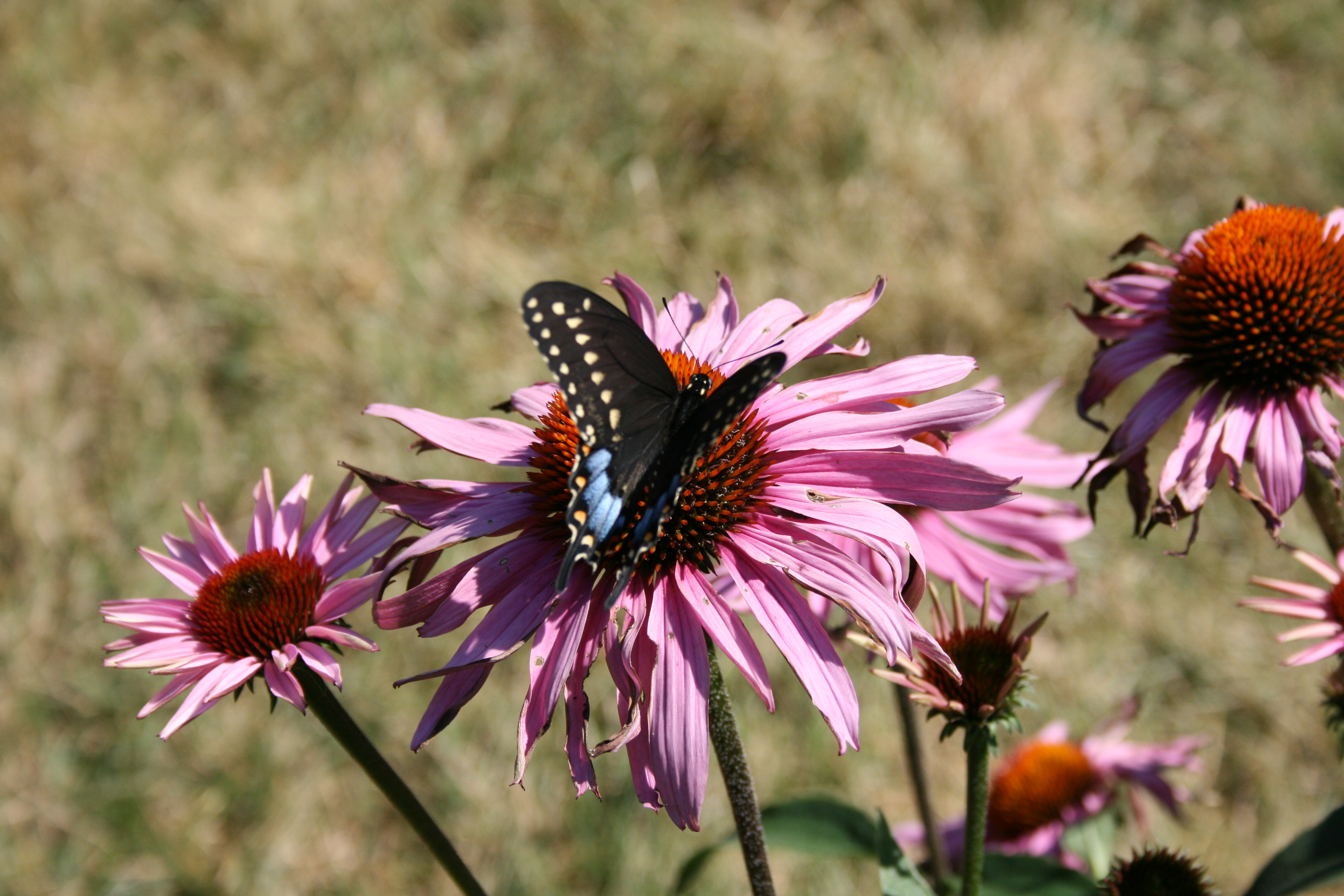
Black Swallowtail, Papilio polyxenes
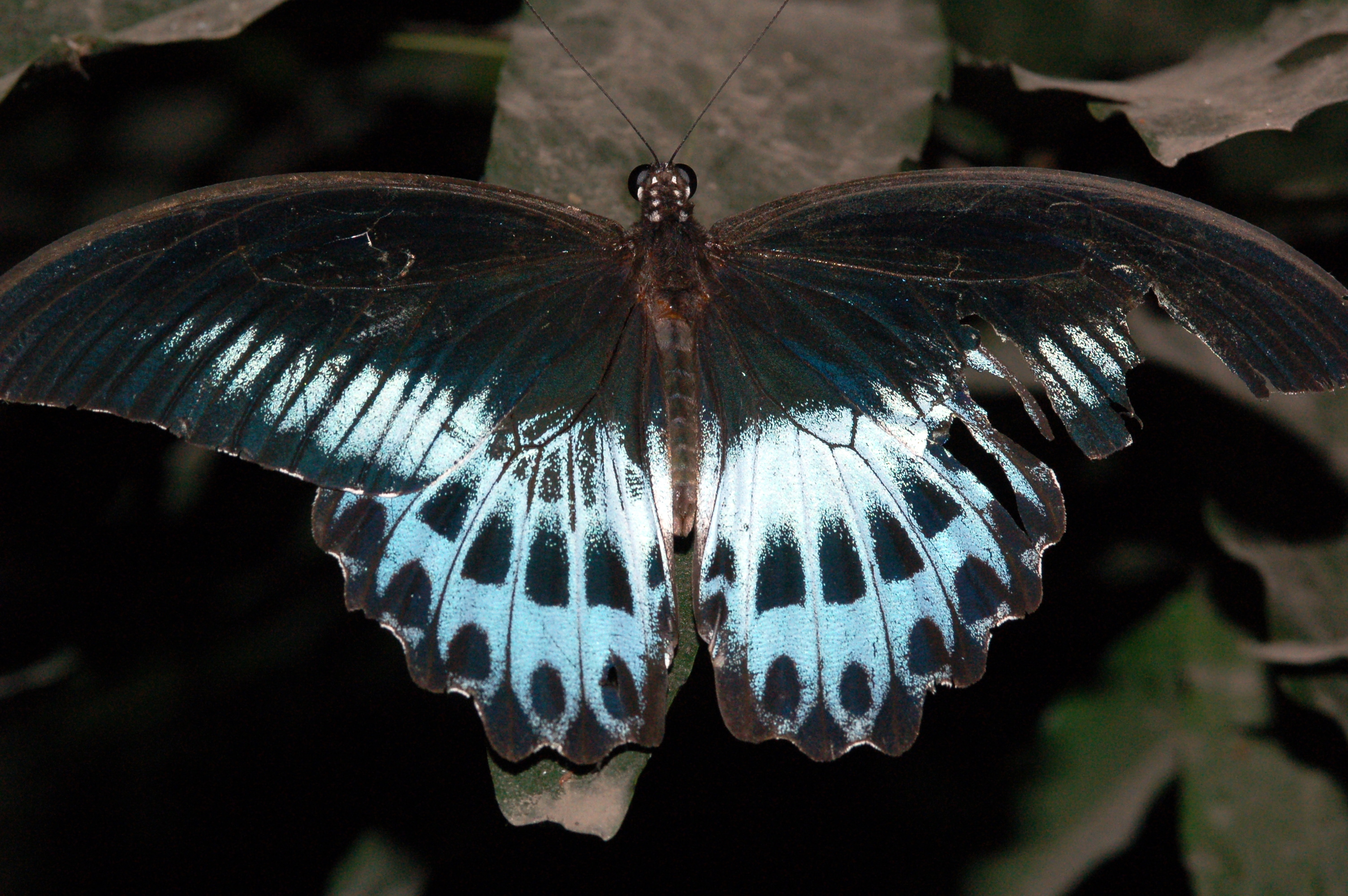
Blue Mormon, Papilio polymnestor.

Familia Pieridae - fluturi albi și galbeni
Familia Riodinidae - The Metalmarks, Punches and Judies

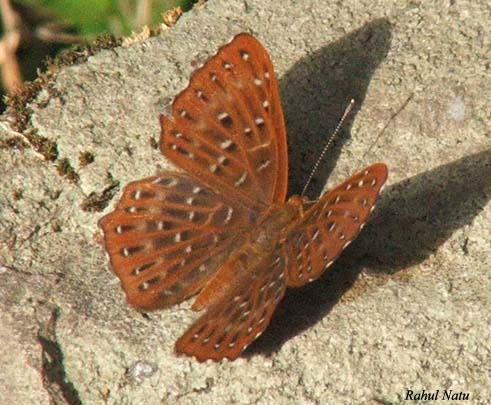
Punchinello, Zemeros flegyas
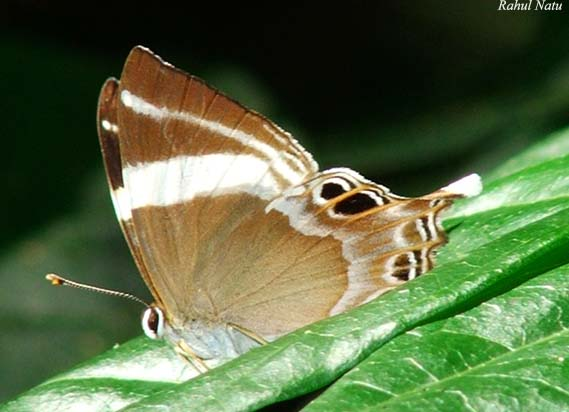
Tailed Judy, Abisara neophron

Familia Nymphalidae - The Brush-footed Butterflies

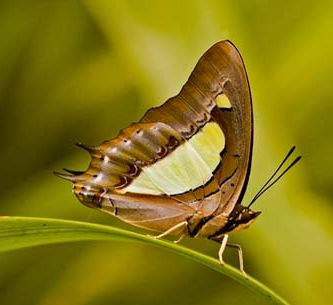
Common Nawab, Polyura athamas, a charaxine Nymphalid from India.
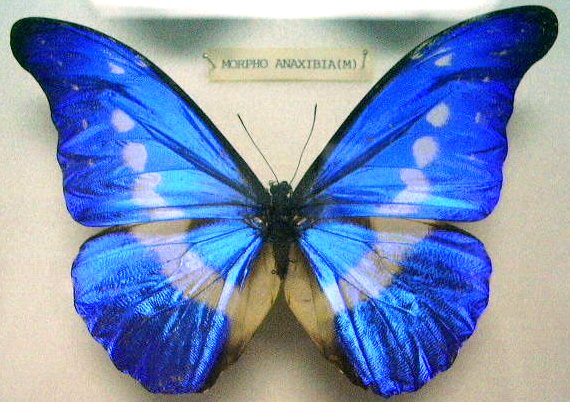
Morpho rhetenor helena a morphine from South America.
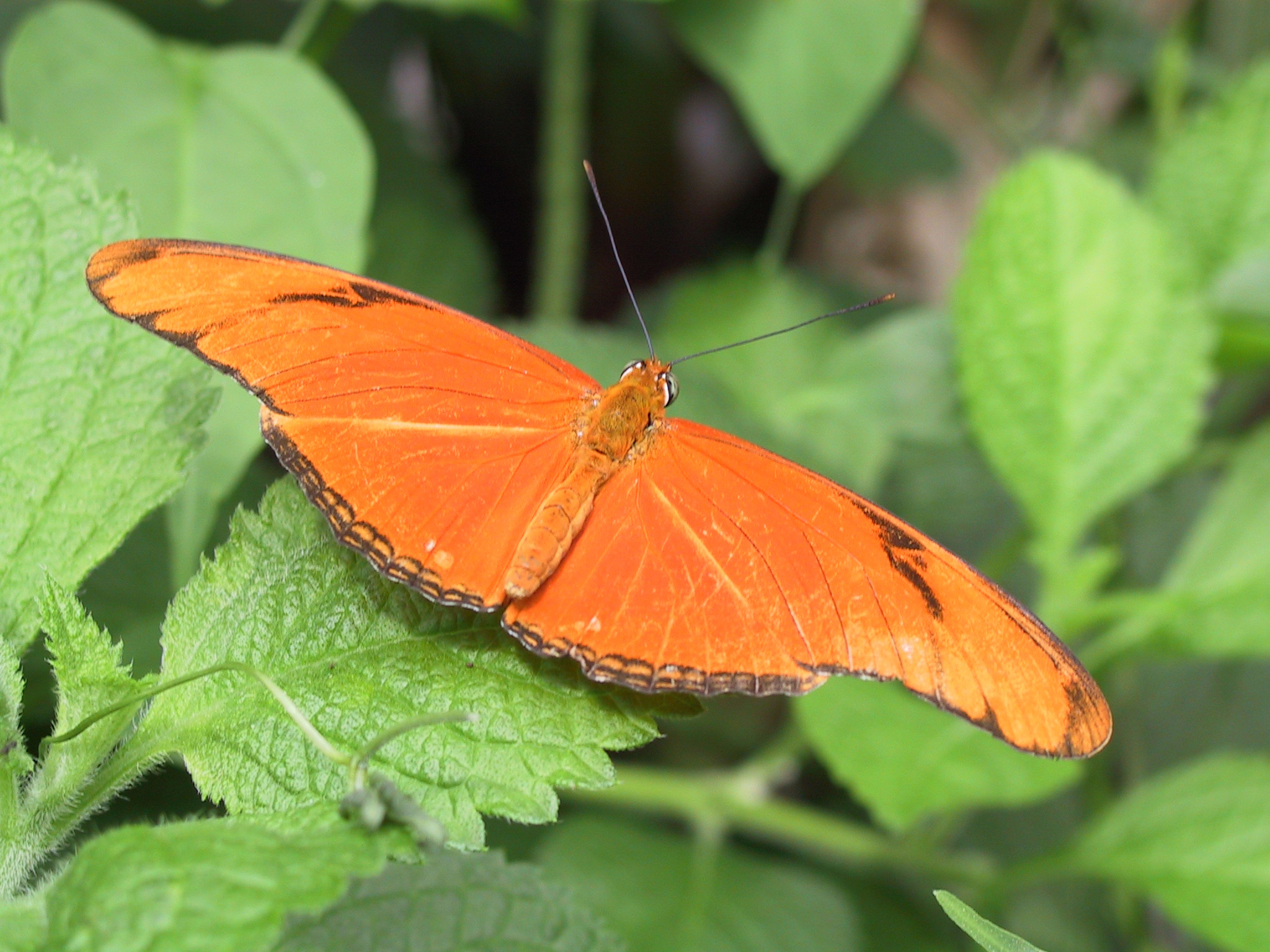
Julia Heliconian, Dryas julia.
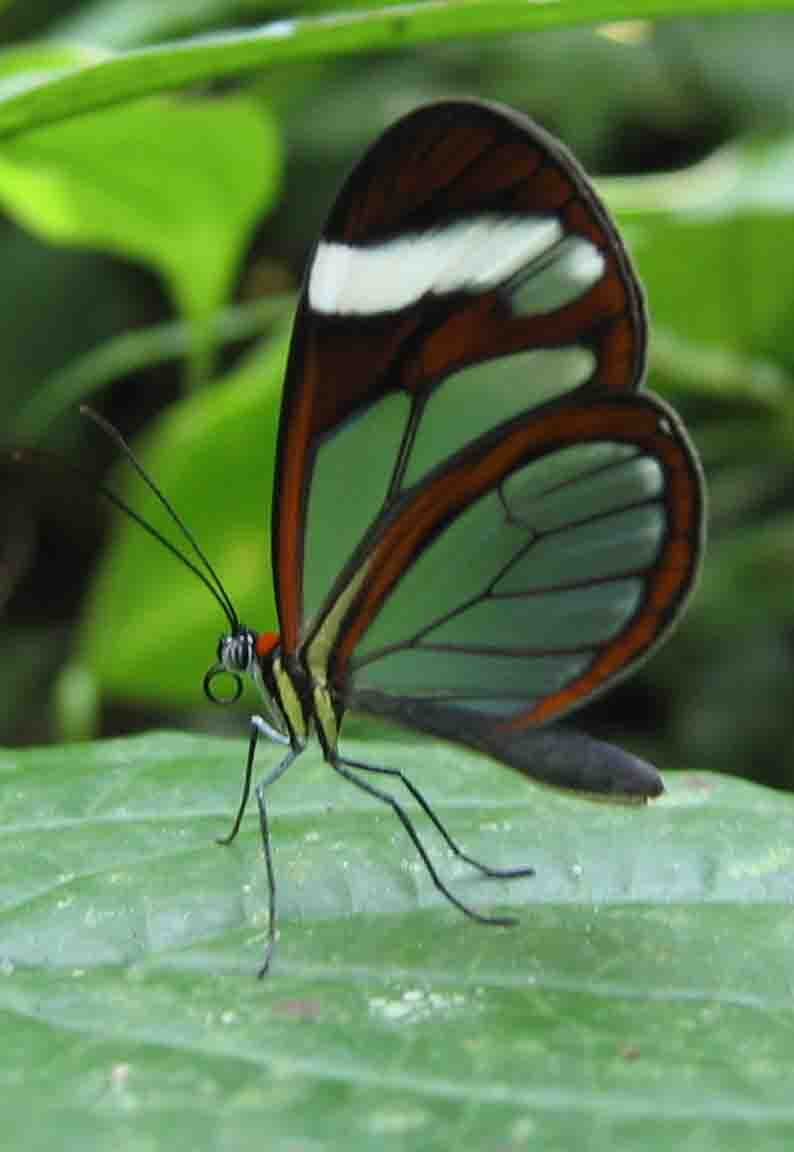
Glasswing butterfly, Greta oto.
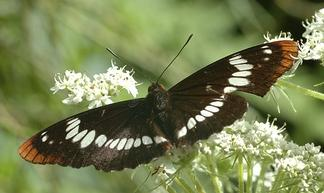
Lorquin's Admiral, Limenitis lorquini a limenitidine nymphalid.
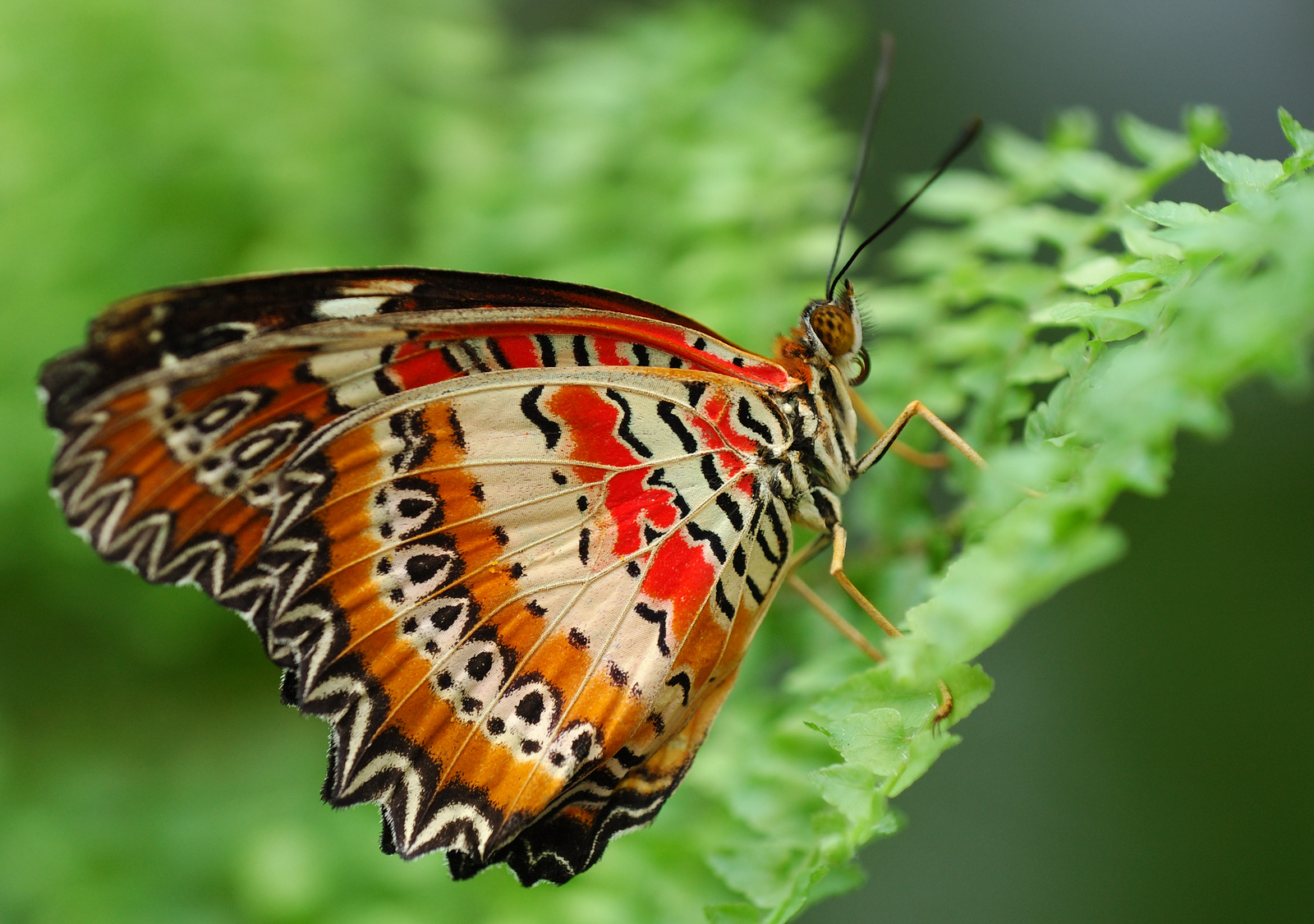
Cethosia cyane, din subfamilia Cyrestinae.
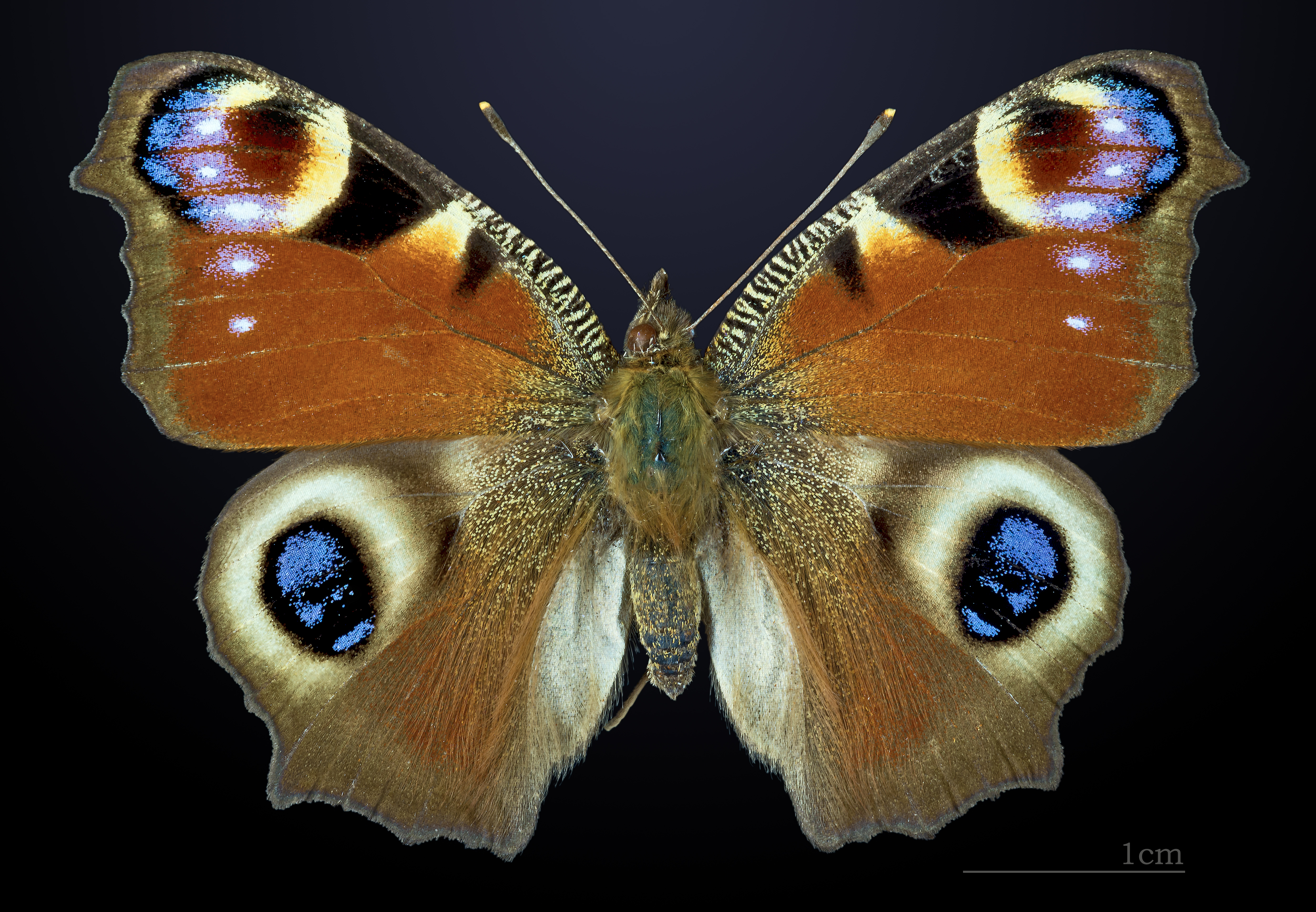
Peacock Butterfly, Inachis io.
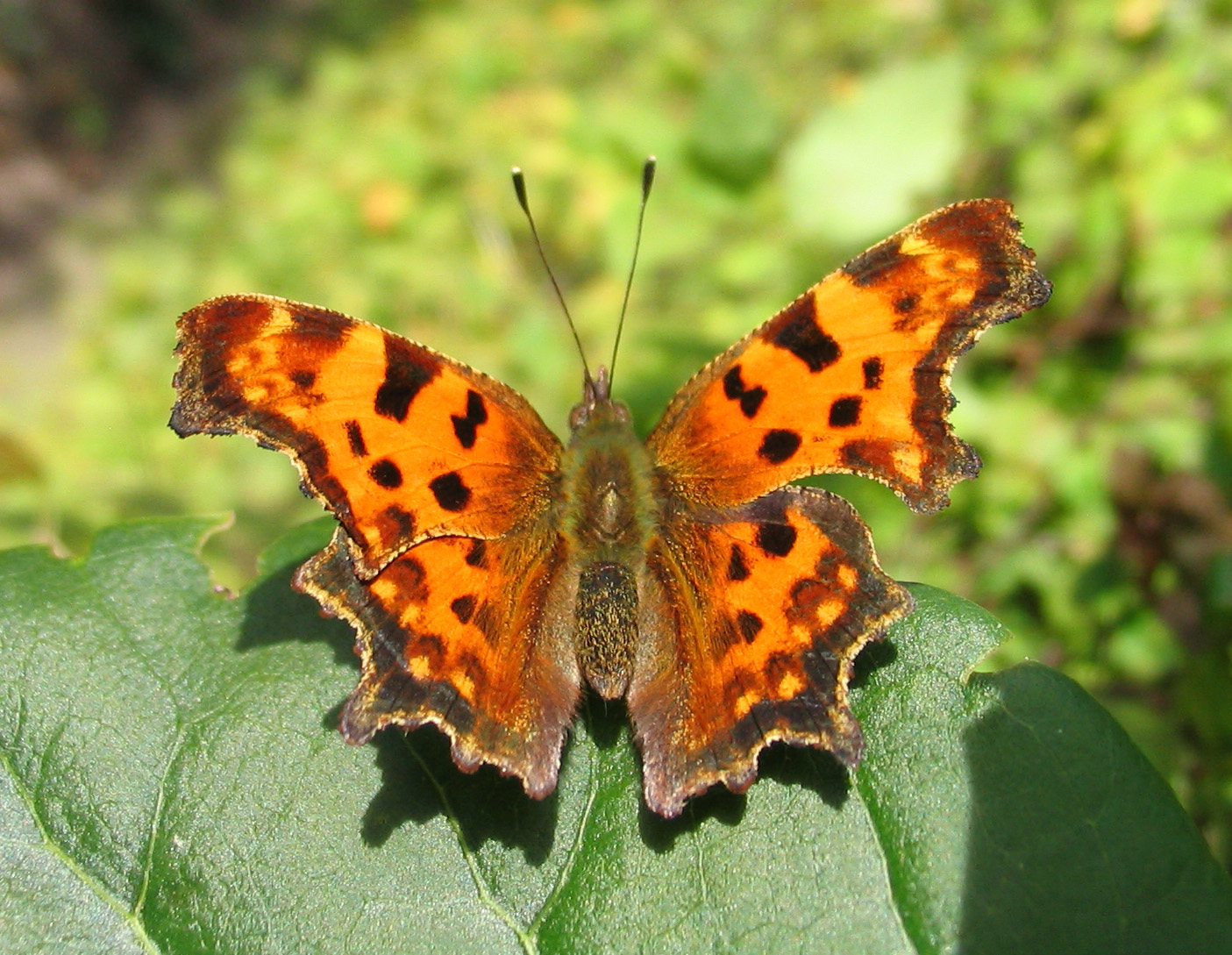
Comma Butterfly, Polygonia c-album.
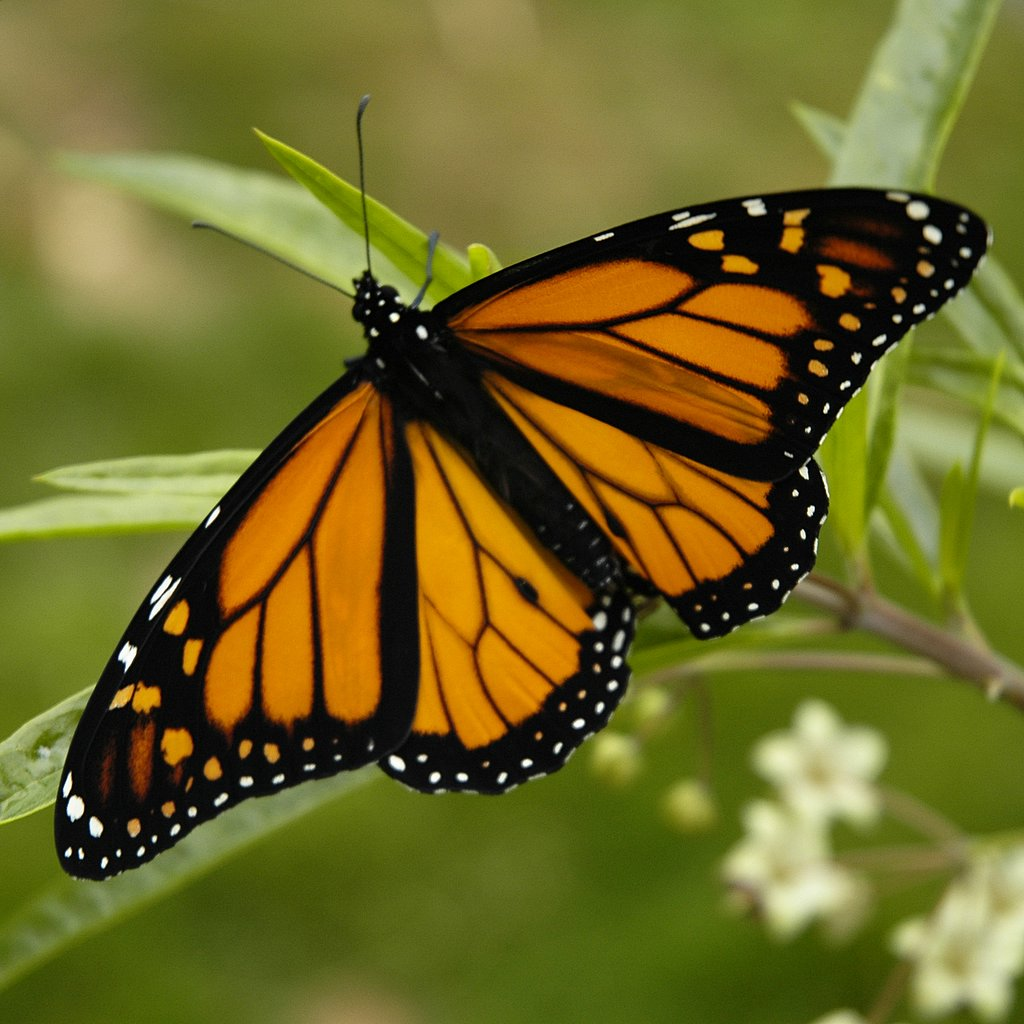
Monarch Butterfly Danaus plexippus
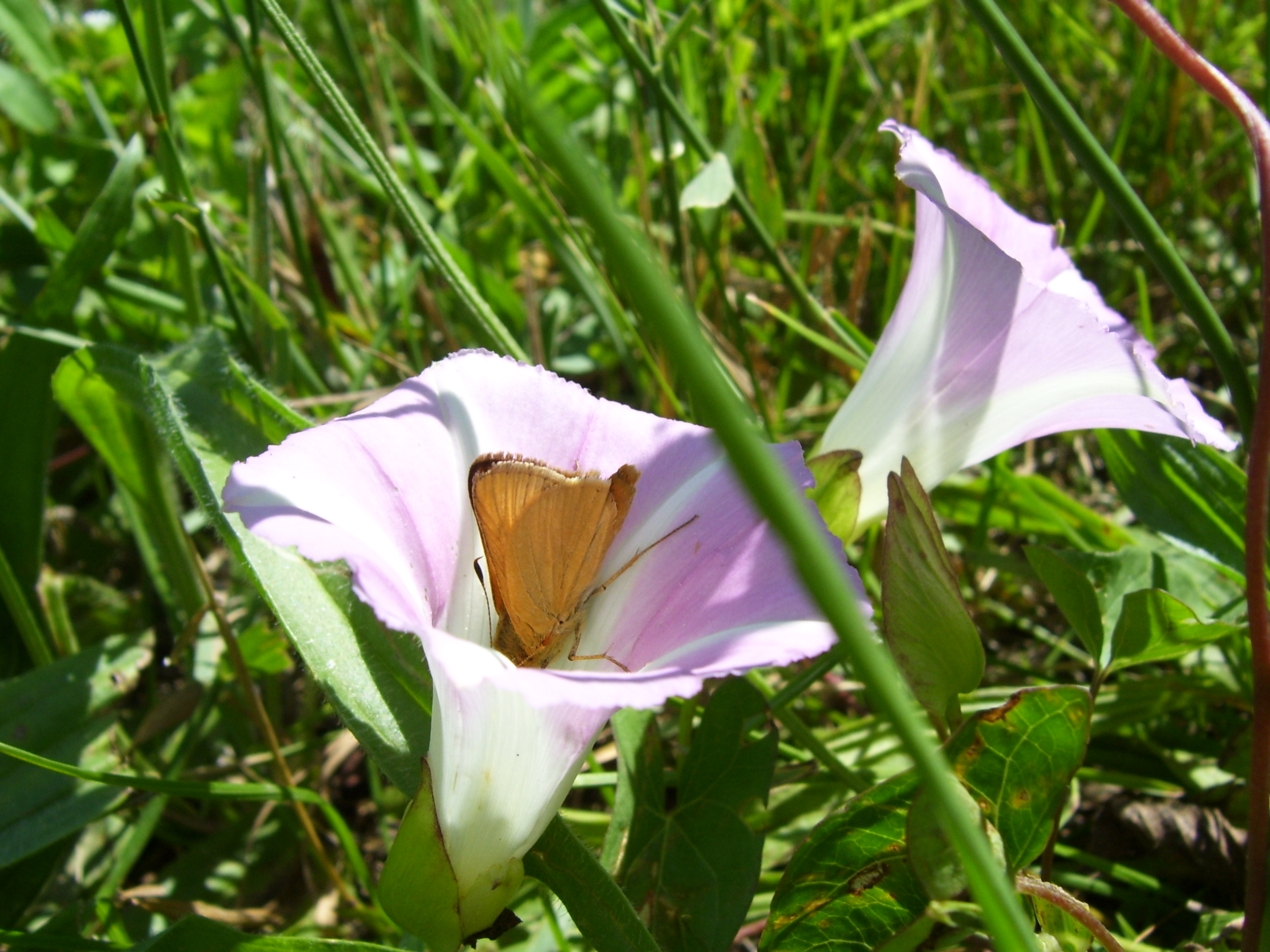
European Skipper Thymelicus lineola

Familia Lycaenidae
- Red Pierrot,
Talicada nyseus.
- Small Copper,
Lycaena phlaeas.
- Monkey Puzzle,
Rathinda amor.
- Banded Blue Pierrot,
Discolampa ethion.

## Ghiduri
- Fluturi " din America de Nord , Jim Pack . Brock și Kenn Kaufman ( 2003)
- Fluturi prin binoclu :Est , Jeffrey Glassberg ( 1999)
- Fluturi prin binoclu : Occidentul , Jeffrey Glassberg ( 2001)

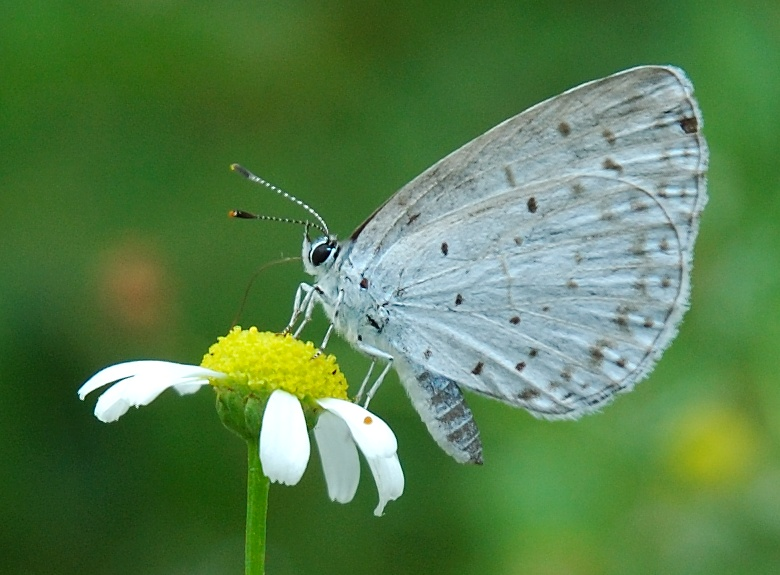
Un fluture albastru sau lycaenid

- Un fluture albastru sau lycaenid Un ghid câmp de fluturi de Est , Paul vechi (1994 )
- Un ghid câmp de fluturi Vest , Paul Opler (1999 )
- Peterson Primul Ghid de fluturi și molii , Paul Opler ( 1994)
- Las Mariposas de Machu Picchu de Gerardo Lamas ( 2003)
- Millennium Atlasul de Fluturi în Marea Britanie și Irlanda de Jim Asher ( Editor ) , și colab .
- Ghid de buzunar pentru a Fluturilor ale Marii Britanii și Irlandei de Richard Lewington
- Fluturi din Marea Britanie și Europa ( Collins Ghidul Trust Wildlife ), de Michael sectorul producător de mașini
- Fluturi din Europa de Tom Tolman și Richard Lewington ( 2001)
- Fluturi din Europa, ghid de câmp și cheie de Tristan Lafranchis ( 2004)
- Ghid de câmp la Butterlies din Africa de Sud de către Steve Woodhall ( 2005)
- Fluturi de Sikkim Himalaya și Istorie Naturală lor de Meena Haribal ( 1994) .

- Fluturi de Peninsular India de Krushnamegh Kunt , Universități Press ( 2005) .

- Fluturii din regiunea indiană de Col MA - Wynter Blyth , Bombay Societatea de Istorie Naturală , Mumbai , India ( 1957 ) .
- Un ghid pentru Butterflies comune ale Singapore de Steven Neo Say Hian ( Singapore Science Centre )
- Fluturi din West Malaysia și Singapore de WAFleming . ( Longman Malaezia )
- Fluturii din Peninsula Malay de A.S. Corbet și H. M. Pendlebury . ( Societatea Nature malaezian )
- Fluturii din România , I. Stănoiu , B. Bobârnac , S. Copăcescu ( 1979)
- Fluturii din România și Republica Moldova , Leon Popa ( 2003)
- Fluturii . Mică enciclopedie . , Tudor Cozari ( 2008)

### Interes general
- Buletin de Informare Entomologică http://entobuletin.lepidoptera.ro/20_2009.html
- Lepidoptera on the Tree Of Life project
- How to Attract Butterfly Activity Arhivat în 7 octombrie 2007, la Wayback Machine.
- Heliconius Butterflies Arhivat în 9 iulie 2006, la Wayback Machine.
- Emerging and Adult Butterfly Care Arhivat în 29 septembrie 2007, la Wayback Machine.
- Butterfly Corner Arhivat în 3 noiembrie 2011, la Wayback Machine.
- Butterfly Coloring Pages Arhivat în 11 octombrie 2007, la Wayback Machine.
- European Butterflies by Chris Jonko Arhivat în 28 august 2007, la Wayback Machine.
- Paradisul lui Omidee, 31 iulie 2007, Descoperă

### Liste regionale
- Catalogul Lepidopterelor României http://www.lepidoptera.ro/files/catalogul_lepidopterelor_din_romania.pdf
- Muzeul Banatului - Secția de Științele Naturii Colecția de fluturi (Lepidoptere) Arhivat în 4 septembrie 2007, la Wayback Machine.
- The Nebraska Butterfly Association Arhivat în 30 septembrie 2007, la Wayback Machine.
- Fluturi și molii din America de Nord
- North American Butterfly Association (NABA)
- Fluturi și molii din Olanda
- Fluturi din Asturias - Nordul Spaniei
- Molii și fluturi din Europa și Africa de Nord
- Lista de fluturi din Afganistan
- Insecte și diversitate de fluturi din Pakistan
- Fluturi din sudul Indiei Arhivat în 18 decembrie 2008, la Wayback Machine.
- Fluturi din Sri Lanka
- Fluturi din Singapore Arhivat în 12 ianuarie 2006, la Wayback Machine.
- Israel Insect World Arhivat în 22 octombrie 2022, la Wayback Machine.
- Lita de fluturi din Singapore Arhivat în 28 septembrie 2007, la Wayback Machine.
- Butterfly Conservation Society of Taiwan
- Fluturi din Maroc Arhivat în 27 decembrie 2008, la Wayback Machine.
- Fluturi din Indo-China din Tailanda, Laos și Vietnam.
- Fluturi din sud-estul Sulawesi

### Imagini
- en Galerie foto cu fluturi
- en Fluturi din America de Nord
- en BugGuide.net Multe imagini cu fluturi din America de Nord
- en Imagini cu fluturi Arhivat în 18 august 2007, la Wayback Machine.
- en Imagini cu fluturi și molii Arhivat în 29 septembrie 2007, la Wayback Machine.